# 作者付
作者付（さくしゃづけ）とは、猿楽の曲目に関して、各作品の作者が誰であるかを列記した書物である。室町時代から江戸時代にかけて作られた数種がよく知られる。本項では、主要ないくつかの作者付の内容についても述べる。

## 概要
現在知られている中で最も古い作者付は、世阿弥の著作中にある記事である。例えば『申楽談儀』では、
八幡 相生 養老 老松 塩釜 蟻通 箱崎 鵜の羽 盲打 松風村雨 百万 檜垣の女 薩摩の守 実盛 頼政 清常 敦盛 高野 逢坂 恋の重荷 佐野の船橋 泰山府君  是、以上、世子作。
小町 自然居士 四位の少将  以上、観阿作。
静 通盛 丹後物狂  以上、井阿作。
浮舟 是は素人横越元久といふ人の作。節は世子付く。
是、新作の本に出だされたる能也。三道に有といへ共、作者を付く。
又、鵜飼・柏崎などは、榎並の左衛門五郎作也。
と、約30番の能についてその作者が記されている。
室町時代後期には『能本作者註文』・『自家伝抄』などが成立し、江戸時代に入ると各家の所伝からなる作者付が幕府に提出された。また江戸時代中期の観世大夫元章は、これら先行する作者付を元に『二百十番謡目録』を執筆している。
作者付には多数の能本の作者がひとまとめに明記されており、能作者の考定においては大変重要な資料となる。しかしながら、各作者付ごとにその信頼度はまちまちであり、その成立背景などを考慮に入れつつ、慎重に取り扱わねばならない。

## 主な作者付

### 申楽談儀
永享2年（1430年）成立。世阿弥が『三道』で挙げた能作の模範となる曲について、作者別に並べている。世阿弥自身の直談に拠ったものであり、最も信頼しうる根本資料である。
作者としてあげられているのは、世阿弥・観阿弥・井阿弥・横越元久・榎並左衛門五郎。

### 五音
世阿弥晩年の著で、永享4年（1432年）7月以前の成立と見られる。
本著は謡の方法について述べた音曲伝書で、元々作者付として書かれたものではない。しかしその具体例として引用される約70番の能の謡について、「○○作」「××曲」という形で作曲者が明記されており、研究においては作者付に準じて用いられている。
『申楽談儀』同様に世阿弥自身の発言であり極めて重要な資料だが、「○○作」「××曲」の定義については議論が分かれており、注意が必要である。
作者として挙げられているのは、喜阿弥・観阿弥・観世元雅・金剛権守・金春権守・福来・南阿弥・琳阿弥・山本某。作者名が空白となっている曲については、世阿弥自身の作曲であると考えられる。

### 能本作者註文
『能本作者註文』は、大永4年（1524年）成立の作者付。編者は吉田兼将で、観世長俊の談話を元に記されている。
観世長俊は観世座の「脇の仕手」として棟梁である大夫を補佐した名人であり、また自身も作者としていくつかの能を残した人物である。そのため、長俊自身の作品、また長俊の父である小次郎信光、そして同時代に活動した金春禅鳳については、特に信頼度の高い資料であり、同時代の『自家伝抄』と比べても客観性のある内容で、その資料的価値は高い。
反面、優れた曲で作者不明のものについてはほとんど全てを世阿弥の作とする一方、観阿弥・元雅といった重要な作者が掲載されていないなど、同時代以外の曲については不正確な記述も少なくない。また原資料を編纂する際の兼将のミスに起因するらしい誤謬も存在する。また金春禅竹、宮増の作として多くの曲を挙げているが、この2人については資料が少ないため、慎重に検討する必要がある。
伝本については、寛文元年（1661年）加藤磐斎『謡増抄』の巻末に附載されて刊行されたものが最も古く、山崎美成『歌曲考』（文政3年、1820年）にも同じ内容が載る。元文元年（1736年）漁甫迂臺『高砂増々抄』巻末にも同じく附載される他、彰考館所蔵の写本などがある。書名については本来無題、あるいは『能作者』、『謡作者』であったと見られるが、1915年『禅竹集』に吉田東伍が翻刻した際、『能本作者註文』の題で収録して以来、この名が定着している。
作者として挙げられているのは、世阿弥・観世信光・観世長俊・金春禅竹・金春禅鳳・宮増・近江能・三条西実隆・竹田法印定盛・細川弘源寺・音阿弥・太田垣忠説・金春善徳・内藤藤左衛門・河上神主・「作者不分明能ただし大略金春能か」。

### いろは作者註文
『いろは作者註文』は、いろは順に能の曲名を並べた一覧（名寄）に、作者名を注記した作者付。
元になった名寄は、近世以降には見られない古曲を多く含んでおり、室町後期のものと見られている。その後、天正6年（1578年）から文禄3年（1594年）の期間に行われた増補を経て、現在の形になったらしい。
『能本作者註文』と同じ原資料などに基づいて作者名の注記が行われており、内容的にはその異本に当たる。そのため、『能本作者註文』の伝本の見直しに役立つ。
完本は近世中期の写本（鴻山文庫蔵）があるが無題で、田中允が『謡曲 狂言』収録の際現在の書名を付けた。『江島本歌謡作者考』の書名で紹介されたこともある。『歌謡作者考』・『異本謳曲作者』は本著の抄本。

### 自家伝抄
『自家伝抄』は、16世紀初頭に成立したと見られる能の伝書。
その内容は前半が作者付、後半が雑多な伝書の抄録となっており、「自家の伝書の抄」であることからこの題が付けられたと思われる。ただし、前半の作者付だけが『自家伝抄』と呼ばれることも多い。
編者として、前半部には嘉吉2年（1442年）、後半部には応永21年（1414年）の世阿弥による署名があり、世阿弥の著書として紹介されたこともあるが、信じることは出来ない。また『風口』という伝書中に本著の内容が含まれ、その末尾には金春禅鳳の署名があるが、こちらも記述内容の相違から、仮託と考えられる。同書には続けて、禅鳳から相伝したとして永正13年（1516年）常門孫四郎吉次の署名があり、この人物が実際の編者である可能性が高い。常門吉次の来歴は不明だが、金春流の素人、ないし半玄人であったと見られる。
作者付としては前述の『能本作者註文』系の諸本とは大きく食い違う説を掲載している。しかしその所説は必ずしも信用出来るとは限らず、取り扱いには警戒が必要である。しかし外山・佐阿弥・十二次郎・十郎など他の作者付には見られない作者が挙げられ、これらの人物については信用のおける古書を参照しているとも考えることも出来、信頼には検討を要するとは言え、傍証が得られれば重要な資料となり得る。

### 観世太夫書上・金春八左衛門書上
能役者の各家が、徳川幕府に提出した文書。能作者についての各家の所伝が記されている。しかしその信頼性は乏しく、現在では資料としてはそれほど価値がない。

### 二百十番謡目録
『二百十番謡目録』は、明和2年（1765年）6月、十五世観世大夫・観世元章が著した作者付。
元章は国学の影響を受け、「明和の改正」と言われる能の詞章の大変更を行い、新たに謡本を編纂したが、本著はその目録に作者名を注記したものである。同時に刊行された『独吟八十五曲目録』と合わせ、245番の作者が挙げられている。
本著は先に挙げた先行の作者付を参考にして書かれ、『金春八左衛門書上』、そして『観世太夫書上』・『自家伝抄』の一部を重視し、『能本作者註文』・『歌謡作者考』を参照しつつ、加えて現在知られていない伝書の説も取り入れたと考えられている。
しかし元章は各作者付の信頼度については深く検討せず、結果として誤りの多い資料を無批判に採り入れる一方、逆に『申楽談儀』『五音』など根本資料と言える世阿弥の著書も見ていなかったらしい。そのため、原資料が判明している現在、本著には資料としての価値は認められない。ただし、未発見の作者付に拠ったらしい少数の曲については参考になる。